# Archidiocèse de Messine-Lipari-Santa Lucia del Mela
L’archidiocèse de Messine-Lipari-Santa Lucia del Mela (en latin : Archidiœcesis Messanensis-Liparensis-Sanctae Luciae ; en italien : Arcidiocesi di Messina-Lipari-Santa Lucia del Mela) est un archidiocèse métropolitain de l'Église catholique d'Italie appartenant à la région ecclésiastique de Sicile.

## Territoire

Région ecclésiastique de Sicile
Archidiocèse de Messine
Suffragants

Il est situé dans une partie de la ville métropolitaine de Messine qui comprend aussi les îles Éoliennes, l'autre partie étant dans le diocèse de Patti qui est son suffragant tout comme le diocèse de Nicosia. Son territoire est de 1 521 km2 divisé en 245 paroisses regroupées en 16 archidiaconés.
L'évêché est basé à Messine où se trouve la cathédrale Sainte-Marie-de-l'Assomption, et il est sous la protection de Notre-Dame de la Lettre (it). Le diocèse possède trois cocathédrales, souvenir des anciens diocèses qui ont fusionné avec Messine : la cathédrale de Lipari, la cathédrale de Santa Lucia del Mela et la cathédrale du saint Sauveur (it) et cinq basiliques mineures : saint Sébastien de Barcellona Pozzo di Gotto, saint Nicolas de Bari de Taormine (it), Notre Dame de Montalbano Elicona (it), saint Christophe de Canneto di Lipari, Saint-Antoine-de-Padoue de Messine (it).

## Histoire
L'archidiocèse actuel est le résultat de la fusion en 1986 de quatre anciennes circonscriptions ecclésiastiques : le diocèse de Lipari, la prélature de Santa Lucia del Mela, l'archimandrie du Saint Sauveur et l'archidiocèse de Messine.

### Diocèse de Lipari
L'île de Lipari est habitée dès le IVe siècle par des moines et des ermites. Selon la tradition, saint Agaton, 1er évêque présent sur l'île en 264, recueille les reliques de l'apôtre Barthélemy, miraculeusement débarqué dans une urne sur les côtes de l'île. La première source historique sur l'Église de Lipari est une épigraphe de la seconde moitié du Ve siècle dédiée à une jeune chrétienne nommée Proba où l'on fait explicitement référence à « l'église sainte et catholique de Lipari » ; une autre inscription témoigne plutôt d'une présence chrétienne significative dès la fin du IVe siècle.
Les évêques éoliens du premier millénaire sont connus grâce aux synodes et conciles de l'époque et à l'épistolaire du pape Grégoire le Grand. Le 1er évêque historiquement documenté est Augusto, présent aux synodes romains de 501 et 502 convoqués par le pape Symmaque. Comme tous les diocèses siciliens, Lipari était suffragant de Rome bien que politiquement soumis à l'Empire byzantin. C'est seulement à partir de la première moitié du VIIIe siècle que la Sicile est soustraite à la juridiction de Rome par l'empereur Léon III l'Isaurien et soumise au patriarcat de Constantinople (vers 732) comme noté dans le Notitia Episcopatuum.
Plus tard, l'archipel Éoliennes est occupé par les Arabes. La vie chrétienne reprend au XIe siècle lorsque le comte Roger Ier de Sicile, après avoir conquis les îles, fonde à Lipari, entre 1072 et 1081, une abbaye bénédictine du nom de Saint-Barthélemy l'Apôtre, assignant en dot les îles Éoliennes (1088) ; la fondation est approuvée par le pape Urbain II par une bulle pontificale datée du 3 juin 1091. Le comte fonde également une autre abbaye à Patti, celle du Très-Saint Sauveur (1094), qui est unie à celle de Lipari et gouvernée par un seul abbé, Ambrogio, avec deux prieurs distincts. Le 14 septembre 1131, l'antipape Anaclet II avec l'appui de Roger II de Sicile, érige les deux abbayes en évêché en nommant l'abbé Giovanni comme évêque. Ces actes sont cependant abrogés par le pape Innocent II en 1139 au cours du deuxième concile du Latran où l'évêque Giovanni est déposé.
En 1157, le pape Eugène III érige le diocèse de Patti et Lipari, unit aeque principaliter et nomme le premier évêque, Gilberto. Le pape Alexandre III soumet en 1166 les deux diocèses au siège métropolitain de Messine. En 1206, le territoire de Santa Lucia del Mela est détaché du diocèse de Lipari et devient autonome. Au XIVe siècle, Lipari et Patti font partie de deux entités politiques différentes, le royaume de Naples et le royaume de Sicile ce qui conduit inévitablement à la séparation des deux diocèses. Le 18 avril 1399, le pape Boniface IX, par le bref Dudum ex certis, sépare les deux diocèses et transfère l'évêque Francesco Gattolo à Lipari et nomme Francesco Hermemir à Patti. Par une bulle, le pape détermine les possessions de chacun, sur lesquelles les deux prélats trouvent le moyen de se quereller
Le 29 novembre 1627, l'église de Lipari est exemptée de la juridiction du diocèse de Messine et immédiatement soumis au Saint-Siège par le bref apostolique Romanus Pontifex du pape Urbain VIII. Cette décision conduit à une longue controverse avec l'archevêque de Messine qui est seulement résolu sous le pontificat de Benoît XIII. Nous devons aussi à ce pape la résolution de la controverse sur le contentieux liparien qui a vu l'affrontement entre les partisans du régalisme et les défenseurs des droits du pape ; cette affaire a des conséquences très graves dans toute la Sicile et cause aussi l'exil de quelques évêques siciliens dont l'évêque de Lipari, Nicola Maria Tedeschi (1710-1722) qui est contraint de démissionner.
En 1844, à l'occasion de la réorganisation des diocèses siciliens, Lipari voit son indépendance ecclésiastique se terminer et de nouveau soumis à la province ecclésiastique de Messine. Au début du XXe siècle, l'évêque Angelo Paino poursuit la ville de Lipari pour obtenir la propriété exclusive des terres pomicifères de l'île, don du comte Roger en 1088. Le long conflit et les menaces de mort adressées au prélat l'oblige à abandonner les îles et à gouverner le diocèse de Messine ; finalement, un jugement rejeta l'appel du prélat de Lipari.

### Prélature de Sainte Lucie del Mela
En 1206, la paroisse de Santa Lucia in plana Milacii est érigée du fait que l'empereur Frédéric II avait fait du site son lieu de villégiature et avait érigé une chapelle royale ; le territoire est détaché du diocèse de Lipari et de Patti et concédé par le souverain au grand chapelain du royaume de Sicile, institution fondée en 1132. Les évêques de Lipari et de Patti revendiquant leurs droits sur le territoire de la paroisse, en 1228, puis définitivement en 1248, le souverain confirme l'indépendance ecclésiastique de Sainte-Lucie, en vertu de ses prérogatives dérivées du privilège accordé par le pape Urbain II en 1098 au comte Roger connu sous le nom de Apostolica Legazia (it).
Au XVe siècle, le roi Martin confirme que les prélats de Sainte-Lucie sont soumis à la chapelle royale et donc exemptés de la juridiction de l'évêque. En 1464, le vice-roi de Sicile confirme au prélat Angelo Staiti que sa juridiction sur le "pays de Sainte Lucie de la plaine de Milazzo" a un caractère diocésain sans toutefois l'obligation de résidence et de consécration épiscopal. Ces prérogatives donnaient au détenteur de Sainte-Lucie le droit de siéger au parlement de Sicile.
Avec les réformes introduites par le concile de Trente, les prélats sont obligés de résider à Sainte-Lucie pour s'occuper des fidèles. Simone Rao Grimaldi (1602-1616) est le premier parochus et prelatus ordinarius à s'installer à Santa Lucia ; il commence la construction du palais épiscopal et la reconstruction de l'ancienne église de la prélature commandée par le comte Roger en 1094, travaux qui sont achevés par son successeur, le bienheureux Antonio Franco (1616-1626), ce dernier convoque aussi le premier synode en 1618 ; le deuxième synode est organisé par l'évêque Simone Impellizzeri en 1679 qui œuvre également pour la fondation du séminaire installé au sein du château de Santa Lucia del Mela (it) et pour l'établissement d'un chapitre de chanoines.
Entre les XVIIe et XVIIIe siècles, une longue controverse oppose les prélats de Sainte-Lucie aux archevêques de Messine à propos de plusieurs possessions. À cette occasion, les limites de la prélature sont également établies qui comprend un petit territoire composé des municipalités actuelles de Santa Lucia del Mela, San Filippo del Mela, Pace del Mela, Gualtieri Sicaminò et les hameaux de San Giovanni, Archi, Cattafi, Corriolo, Olivarella, Giammoro, Soccorso.
À partir du XIXe siècle, les prélats perdent le titre d '« aumôniers du Royaume ». Avec le pape Pie IX, Sainte-Lucie et son territoire sont définitivement prélature immédiatement subordonnée au Saint-Siège. Avec l'unification de l'Italie, le siège de Santa Lucia souffre beaucoup. Après le transfert de Gaetano Blandini à Girgenti, la prélature reste sans pasteur pour la non-concession de l'exequatur par le gouvernement italien aux évêques nommés par le Saint-Siège, Gerbino, Fiorenza et Di Giovanni ; en 1901, Francesco Certo est nommé administrateur apostolique, mais bien qu'évêque consacré, il continue à être curé de son pays natal pour le reste de sa vie. La prélature est en fait gouvernée par des vicaires capitulaires jusqu'à la nomination de Salvatore Ballo Guercio en 1920.

### Archimandrite du Saint-Sauveur
Au XIe siècle, le monastère du Saint-Sauveur "in lingua phari" est fondé par le comte Roger près du port de Messine et confié aux moines basiliens de rite byzantin. Son fils, le roi Roger II l'élève au rang de monastère archimandrite (c'est-à-dire à la tête d'autres monastères) en mai 1131. En octobre de la même année, Ugone, archevêque de Messine, donne à l'archimandrite du Saint-Sauveur plusieurs églises et monastères avec leurs possessions.
Au cours des siècles, la juridiction de l'archimandrite du Saint-Sauveur s'étend à 62 monastères en Sicile et en Calabre. L'archimandritate est érigé en diocèse par le pape Urbain VIII le 23 mars 1635. Par la suite, des divergences avec l'archidiocèse de Messine apparaissent en raison de difficultés d'identification et de délimitation du territoire propre à l'archimandrite.
Avec la mort du cardinal archimandrite Emmanuele de Gregorio survenu le 6 novembre 1839 commence une très longue période de vacance. Les lois ultérieures sur la suppression des instituts religieux conduisent à la fermeture des monastères basiliens et à leur confiscation par l'État. L'archimandritate est ainsi réduit à quelques paroisses et le pape Léon XIII, par un bref du 31 août 1883, unit l'archimandrite du Très Saint Sauveur aeque principaliter à l'archidiocèse de Messine.

### Archidiocèse de Messine
Selon la tradition, le diocèse est érigé par saint Paul de passage à Messine lors de son quatrième voyage le conduisant à Rome, et qui ordonne saint Bacchil (Bacchilo) comme premier évêque (épiscope). Impressionnés par ses propos, des habitants envoient des ambassadeurs pour se rendre à Jérusalem auprès de la Vierge Marie qui leur confie une lettre promettant aux chrétiens une protection éternelle pour la ville : d'où le nom de Madonne de la Lettre. 
Cependant, les informations historiquement documentées ne sont attestés qu'à partir du Ve siècle et le premier évêque connu est Eucarpe, présent au synode romain de 502. Par les lettres des papes Pélage Ier et Grégoire le Grand, les noms d'autres évêques sont connus : Eucarpo II, Felice e Dono. D'autres évêques messiniens sont présents aux conciles œcuméniques célébrés à l'Est : Benedetto, Gaudioso et Gregorio.
Comme tous les diocèses siciliens, Messine appartient au patriarcat de Rome jusqu'au VIIIe siècle, lorsqu'il est soumis au patriarcat de Constantinople et devient suffragant de Syracuse comme l' attestent les Notitiae Episcopatuum. Avec la conquête arabe de la Sicile, il n'y a plus de sources historiques sur les communautés chrétiennes de l'île et de leur organisation ecclésiastique. Seuls quelques monastères grecs survivent dans l'imperméable Val Demone.
À partir de 1061 les Normands commencent la reconquête de la Sicile en partant de Messine. Le comte Roger I, après avoir occupé la forteresse de Troina, choisit cette ville comme capitale de son royaume et y établit le diocèse de Troina (it) (1082) nommant évêque Roberto, qui déplace le siège à Messine (1096) après la conquête définitivement de la ville. Ses successeurs conservent le double titre de Messine et Troina jusqu'à l'époque de la reine Constance de Hauteville.
Les relations initiales difficiles entre les souverains normands et le Saint-Siège s'intensifient lorsque Roger II prend le parti de l'antipape Anaclet II (1130) qui érige Messine en siège métropolitain par la bulle Piae postulatio voluntatis. L'acte d'Anaclet II est annulé à la fin du schisme par le pape Eugène III par la bulle Cum universis ecclesiis de 1159 et réitère le privilegium libertatis accordé à l'époque de Roger Ier, soit l'exemption de toute autre juridiction ecclésiastique et sa soumission directe au Saint-Siège. Cependant, en 1166, le pape Alexandre III, après avoir visité Messine l'année précédente, érige le diocèse en siège métropolitain par la bulle Licet omnes discipuli avec les suffragants de Cefalù et Patti et Lipari. Le 22 septembre 1197, l'archevêque Bernard est consacré à la cathédrale en présence de l'empereur Henri VI du Saint-Empire.
À la suite des Vêpres siciliennes, le siège de Messine reste vacant pendant une vingtaine d'années. En effet, l'évêque Francesco Fontana, élu à Naples au chapitre de la cathédrale en exil, renonce peu après au siège, qui reste sans pasteur jusqu'à la nomination du Guidotto d'Abbiate en 1304. Au cours des XIVe et XVe siècles, il y a conflits entre le chapitre de la cathédrale et le Saint-Siège, qui refuse à plusieurs reprises d'approuver les nominations des archevêques laissant ainsi le poste vacant pour plusieurs années. Les archevêques Giovanni Retana et Antonio Lombardo construisent et inaugurent le séminaire archiépiscopal. Entre 1621 et 1725, cinq synodes diocésains sont célébrés qui suivent ceux célébrés en 1392 et 1588.
Dans la première moitié du XIXe siècle, Messine cède des portions de terres au profit de l'établissement du diocèse de Nicosia (17 mars 1817) et du diocèse d'Acireale (27 juin 1844) ; de plus, en 1827, des territoires sont cédés au diocèse de Patti. Au cours de la même période, la province ecclésiastique de Messine est modifiée avec l'acquisition du diocèse de Nicosie (1817) et du diocèse de Lipari (1844) et la cession du diocèse de Cefalù à l'archidiocèse de Palerme. En outre, en 1883, le pape Léon XIII fusionne l'archimandrite du Saint-Sauveur, qui était vacant depuis cinquante ans, à l'archidiocèse de Messine.
Au début du XXe siècle, l'archidiocèse et la ville de Messine connaissent deux moments très dramatiques : le tremblement de terre de 1908 qui détruit 90% des bâtiments (y compris la cathédrale et la plupart des églises et maisons religieuses) et fait 80 000 morts et le bombardement allié de juin 1943 qui provoque à nouveau la destruction de la cathédrale qui brûle pendant trois jours consécutifs.

### L'union
Le 20 décembre 1976, Ignazio Cannavò, coadjuteur de l'archevêque de Messine est nommé prélat de Sainte-Lucie. Le 3 juin[Lequel ?], il devient archevêque de Messine avec le titre d'archimandrite du Saint-Sauveur. Enfin, le 10 décembre 1977, il est également nommé évêque de Lipari. À partir de ce moment, les trois sièges sont réunis in persona episcopi.
Le 30 septembre 1986, par le décret Instantibus votis de la congrégation pour les évêques, les deux sièges de Messine et Lipari et la prélature de Sainte Lucie del Mela sont unis et la circonscription ecclésiastique prend le nom actuel. En outre, il est établi que le titre d'archimandrite du Très Saint-Sauveur appartient également à l'archevêque pro tempore.

## Sources
- (it) Cet article est partiellement ou en totalité issu de l’article de Wikipédia en italien intitulé « Arcidiocesi di Messina-Lipari-Santa Lucia del Mela » (voir la liste des auteurs).
- (en) Catholic Hierarchy